# اگ، اتریش
اگ (به آلمانی: Egg) یک منطقهٔ مسکونی در اتریش است که در ناحیه برگنتس واقع شده‌است. اگ ۶۵٫۳۷ کیلومتر مربع مساحت دارد ۵۶۱ متر بالاتر از سطح دریا واقع شده‌است.

## خواهرخوانده
شهر بورشاید خواهرخواندهٔ اگ هست.